# Biuro Śledcze MSW
Biuro Śledcze MSW: w latach 1956–1990 jedna z komórek organizacyjnych Ministerstwa Spraw Wewnętrznych.
Biuro należało do komórek wypełniających zadania Służby Bezpieczeństwa, a służba w nim została zakwalifikowana do służby w organach bezpieczeństwa państwa.

## Utworzenie Biura, zadania i organizacja
W związku z wejściem w życie ustawy z dnia 13 listopada 1956 r. o zmianie organizacji naczelnych organów administracji publicznej w zakresie bezpieczeństwa publicznego (Dz.U. 1956 nr 54 poz. 241) powołano jako strukturę administracyjną w ramach Ministerstwa Spraw Wewnętrznych Biuro Śledcze MSW. 
Zgodnie z regulaminem organizacyjnym wprowadzonym przez Ministra Spraw Wewnętrznych gen. bryg. Mieczysława Moczara Zarządzeniem nr 00123 z 30 listopada 1965 roku (z późniejszymi zmianami), powołane było do:
- wszczynania i prowadzenia na wniosek jednostek operacyjnych SB i z własnej inicjatywy dochodzeń i dochodzeń przedśledczych
- prowadzenia śledztw
- prowadzenia czynności zleconych przez prokuratury
- prowadzenia postępowań przygotowawczych w sprawach o szpiegostwo
- badania innych przestępstw o charakterze antypaństwowym

Biuro Śledcze MSW prowadziło postępowania karne w sprawie przestępstw należących do właściwości SB, organizowało również pracę operacyjną na rzecz realizacji zadań SB wśród osób pozbawionych wolności. 
W 1975 r. składało się z pięciu wydziałów:
- Wydział I
- Wydział II prowadził postępowania przygotowawcze w sprawach o znacznej wadze dla bezpieczeństwa państwa,
- Wydział Przestępstw Gospodarczych
- Wydział IV obsługiwał technikę operacyjną i tajnych współpracowników celnych w areszcie śledczym przy ul. Rakowieckiej,
- Wydział Inspekcji nadzorował i koordynował pracę wydziałów śledczych Wojewódzkich Urzędów Spraw Wewnętrznych,
- Wydział Ogólny odpowiadał za bieżącą obsługę Biura.

Po wprowadzeniu stanu wojennego w  1981 powołano w Biurze grupę koordynacyjną ds. internowania, a przy Wydziałach Śledczych KW MO utworzono grupy operacyjne opracowujące wnioski o internowanie. 
Biuro Śledcze MSW z dniem 1 sierpnia 1990 r. zostało przekształcone w Zarząd Śledczy UOP.

## Dyrektorzy Biura Śledczego MSW
- Tadeusz Bryniarski ppłk/płk 28 XI 1956–31 VII 1965
- Józef Chomętowski ppłk 1 VIII 1965–19 V 1971
- Tadeusz Kwiatkowski mjr/ppłk/płk 20 V 1971–15 IX 1981
- Hipolit Starszak płk 15 IX 1981–1 VIII 1983
- Zbigniew Pudysz płk 1 VIII 1983–20 VI 1985
- Jerzy Karpacz płk 1 VIII 1985–1 XII 1988
- Czesław Sitek płk p.o. 1 XII 1988–16 VIII 1989
- Wiktor Fonfara ppłk 16 VIII 1989–31 VII 1990

Zastępcy dyrektora
- Tadeusz Kwiatkowski mjr 25 XI 1959–28 II 1969
- Józef Chomętowski ppłk 1 VI–31 VII 1965
- Stefan Miszewski płk 1 VIII 1965–19 V 1971
- Stanisław Dereń płk 1 VI 1971–4 I 1974
- Zygmunt Knyziak płk 15 II 1973–20 I 1981
- Hipolit Starszak ppłk 1 III 1978–15 IX 1981
- Kazimierz Paskudzki płk 5 V 1981–1 I 1984
- Zbigniew Pudysz płk 1 II–1 VIII 1983
- Jerzy Karpacz ppłk 1 XI 1983–1 IV 1984
- Jerzy Garlej ppłk 1 I 1984–1 X 1985
- Czesław Sitek płk 1 X 1985–1 XII 1988
- Wiktor Fonfara ppłk p.o. 15 II–16 VIII 1989
- Adam Pałafij mjr p.o. 15 II–16 VIII 1989 / 16 VIII–21 XII 1989
- Zygmunt Pastorczak płk 15 I–31 VII 1990